# قارقای
قارقای (به لاتین: Qarqay) یک منطقه مسکونی در جمهوری آذربایجان است که در شهرستان زاقاتالا واقع شده است.